# Stevie May
Steven May, detto Stevie (Perth, 3 novembre 1992), è un calciatore scozzese, attaccante del Livingston in prestito dal St. Johnstone.

## Caratteristiche tecniche
Centravanti elegante, ottimo contropiedista, destro di piede, è dotato di un ottimo fiuto per il gol.

## Carriera

### Club
Prodotto del settore giovanile del St. Johnstone Football Club, fa il suo esordio in prima squadra a 16 anni il giorno 11 maggio 2009 nel match di Scottish First Division contro l'Airdrie United e mette subito a segno una rete. L'anno successivo continua a giocare con la formazione giovanile del club e non colleziona ulteriori presenze ufficiali. A partire dalla stagione 2010-2011 viene aggregato alla prima squadra e gioca regolarmente, nella sua prima stagione in Scottish Premier League disputa 19 partite e segna 2 gol.
Nell'annata 2011-2012 viene mandato in prestito all'Alloa Athletic militante in Scottish Third Division: grazie al suo contributo di 19 reti in 22 partite la squadra vince il campionato ed ottiene la promozione. Rientrato al St. Johnstone gioca solo 3 gare di campionato e 2 della UEFA Europa League 2012-2013 prima di essere nuovamente girato in prestito. May si trasferisce quindi all'Hamilton Academical, club della Scottish First Division, dove nel corso dell'anno realizza 25 reti vincendo il titolo di capocannoniere e contribuendo alla promozione della sua squadra.
All'inizio della stagione 2013-2014 rientra nuovamente al St. Johnstone, club proprietario del suo cartellino, con il quale realizza anche il suo primo gol in una competizione continentale nella partita giocata contro il Rosenborg nel secondo turno preliminare della UEFA Europa League 2013-2014.
Il 9 agosto 2014 si trasferisce allo Sheffield Wednesday, club inglese militante nella Football League Championship, firmando un contratto quadriennale.
Nel mese di settembre 2015, dopo una sola stagione a Sheffield, il giocatore si trasferisce al Preston North End, altra squadra militante nella Championship inglese.
Nel 2017, dopo tre anni in Inghilterra, torna in Scozia, all'Aberdeen.

### Nazionale
Il suo esordio con la Scozia under 21 avviene il 5 settembre 2013 nella partita disputata a Nimega contro i pari età dei Paesi Bassi valevole per le qualificazioni al campionato europeo di calcio Under-21 2015.
Nel mese di ottobre 2014 viene convocato per la prima volta nella nazionale maggiore in occasione del doppio impegno contro Georgia e Polonia valevole per le qualificazioni al campionato europeo di calcio 2016, pur senza scendere in campo. Colleziona la sua prima presenza il 18 novembre 2014 in occacione di un'amichevole disputata a Glasgow contro l'Inghilterra.

## Statistiche

### Presenze e reti nei club
Statistiche aggiornate al 3 ottobre 2015
| Stagione             | Squadra              | Campionato           | Campionato | Campionato | Coppe nazionali | Coppe nazionali | Coppe nazionali | Coppe continentali | Coppe continentali | Coppe continentali | Altre coppe | Altre coppe | Altre coppe | Totale | Totale |
| Stagione             | Squadra              | Comp                 | Pres       | Reti       | Comp            | Pres            | Reti            | Comp               | Pres               | Reti               | Comp        | Pres        | Reti        | Pres   | Reti   |
| -------------------- | -------------------- | -------------------- | ---------- | ---------- | --------------- | --------------- | --------------- | ------------------ | ------------------ | ------------------ | ----------- | ----------- | ----------- | ------ | ------ |
| 2008-2009            | St. Johnstone        | SFD                  | 1          | 1          | -               | -               | -               | -                  | -                  | -                  | -           | -           | -           | 1      | 1      |
| 2009-2010            | St. Johnstone        | SPL                  | -          | -          | -               | -               | -               | -                  | -                  | -                  | -           | -           | -           | -      | -      |
| 2010-2011            | St. Johnstone        | SPL                  | 19         | 2          | SC              | 3               | 0               | -                  | -                  | -                  | -           | -           | -           | 22     | 2      |
| lug.-dic. 2011       | St. Johnstone        | SPL                  | 1          | 0          | -               | -               | -               | -                  | -                  | -                  | -           | -           | -           | 1      | 0      |
| dic. 2011-2012       | Alloa Athletic       | STD                  | 22         | 19         | -               | -               | -               | -                  | -                  | -                  | -           | -           | -           | 22     | 19     |
| lug.-ago. 2012       | St. Johnstone        | SPL                  | 3          | 0          | -               | -               | -               | UEL                | 2                  | 0                  | -           | -           | -           | 5      | 0      |
| sett. 2012-2013      | Hamilton Academical  | SFD                  | 33         | 25         | SC              | 2               | 1               | -                  | -                  | -                  | -           | -           | -           | 35     | 26     |
| 2013-2014            | St. Johnstone        | SPS                  | 38         | 20         | SC+SLC          | 5+3             | 4+2             | UEL                | 3                  | 1                  | -           | -           | -           | 49     | 27     |
| lugl.-ago. 2014      | St. Johnstone        | SPS                  | -          | -          | SC+SLC          | -               | -               | UEL                | 2                  | 2                  | -           | -           | -           | 2      | 2      |
| Totale St. Johnstone | Totale St. Johnstone | Totale St. Johnstone | 62         | 23         |                 | 11              | 6               |                    | 7                  | 3                  |             |             |             | 80     | 32     |
| ago. 2014-2015       | Sheffield Wednesday  | CHA                  | 39         | 7          | FA+FLC          | 1+2             | 0+0             | -                  | -                  | -                  | -           | -           | -           | 42     | 7      |
| 2015-2016            | Preston North End    | CHA                  | 4          | 0          | FA+FLC          | 0+1             | 0+0             | -                  | -                  | -                  | -           | -           | -           | 5      | 0      |
| Totale carriera      | Totale carriera      | Totale carriera      | 160        | 74         |                 | 17              | 7               |                    | 7                  | 3                  |             |             |             | 184    | 84     |

### Cronologia presenze e reti in nazionale
| Cronologia completa delle presenze e delle reti in nazionale ― Scozia under 21 | Cronologia completa delle presenze e delle reti in nazionale ― Scozia under 21 | Cronologia completa delle presenze e delle reti in nazionale ― Scozia under 21 | Cronologia completa delle presenze e delle reti in nazionale ― Scozia under 21 | Cronologia completa delle presenze e delle reti in nazionale ― Scozia under 21 | Cronologia completa delle presenze e delle reti in nazionale ― Scozia under 21 | Cronologia completa delle presenze e delle reti in nazionale ― Scozia under 21 | Cronologia completa delle presenze e delle reti in nazionale ― Scozia under 21 |
| Data                                                                           | Città                                                                          | In casa                                                                        | Risultato                                                                      | Ospiti                                                                         | Competizione                                                                   | Reti                                                                           | Note                                                                           |
| ------------------------------------------------------------------------------ | ------------------------------------------------------------------------------ | ------------------------------------------------------------------------------ | ------------------------------------------------------------------------------ | ------------------------------------------------------------------------------ | ------------------------------------------------------------------------------ | ------------------------------------------------------------------------------ | ------------------------------------------------------------------------------ |
| 05-09-2013                                                                     | Nimega                                                                         | Paesi Bassi under 21                                                           | 4 – 0                                                                          | Scozia under 21                                                                | Qual. Europeo Under-21 2015                                                    | -                                                                              |                                                                                |
| 10-10-2013                                                                     | Paisley                                                                        | Scozia under 21                                                                | 2 – 1                                                                          | Slovacchia under 21                                                            | Qual. Europeo Under-21 2015                                                    | 1                                                                              |                                                                                |
| 14-10-2013                                                                     | Tbilisi                                                                        | Georgia under 21                                                               | 2 – 1                                                                          | Scozia under 21                                                                | Qual. Europeo Under-21 2015                                                    | -                                                                              |                                                                                |
| 14-11-2013                                                                     | Paisley                                                                        | Scozia under 21                                                                | 1 – 1                                                                          | Georgia under 21                                                               | Qual. Europeo Under-21 2015                                                    | -                                                                              |                                                                                |
| 28-05-2014                                                                     | Paisley                                                                        | Scozia under 21                                                                | 1 – 6                                                                          | Paesi Bassi under 21                                                           | Qual. Europeo Under-21 2015                                                    | 1                                                                              |                                                                                |
| 04-09-2014                                                                     | Senec                                                                          | Slovacchia under 21                                                            | 1 – 1                                                                          | Scozia under 21                                                                | Qual. Europeo Under-21 2015                                                    | -                                                                              |                                                                                |
| 08-09-2014                                                                     | Differdange                                                                    | Lussemburgo under 21                                                           | 0 – 3                                                                          | Scozia under 21                                                                | Qual. Europeo Under-21 2015                                                    | -                                                                              |                                                                                |
| Totale                                                                         |                                                                                | Presenze                                                                       | 7                                                                              |                                                                                | Reti                                                                           | 2                                                                              |                                                                                |

| Cronologia completa delle presenze e delle reti in nazionale ― Scozia | Cronologia completa delle presenze e delle reti in nazionale ― Scozia | Cronologia completa delle presenze e delle reti in nazionale ― Scozia | Cronologia completa delle presenze e delle reti in nazionale ― Scozia | Cronologia completa delle presenze e delle reti in nazionale ― Scozia | Cronologia completa delle presenze e delle reti in nazionale ― Scozia | Cronologia completa delle presenze e delle reti in nazionale ― Scozia | Cronologia completa delle presenze e delle reti in nazionale ― Scozia |
| Data                                                                  | Città                                                                 | In casa                                                               | Risultato                                                             | Ospiti                                                                | Competizione                                                          | Reti                                                                  | Note                                                                  |
| --------------------------------------------------------------------- | --------------------------------------------------------------------- | --------------------------------------------------------------------- | --------------------------------------------------------------------- | --------------------------------------------------------------------- | --------------------------------------------------------------------- | --------------------------------------------------------------------- | --------------------------------------------------------------------- |
| 18-11-2014                                                            | Glasgow                                                               | Scozia                                                                | 1 – 3                                                                 | Inghilterra                                                           | Amichevole                                                            | -                                                                     | 67’                                                                   |
| Totale                                                                |                                                                       | Presenze                                                              | 1                                                                     |                                                                       | Reti                                                                  | 0                                                                     |                                                                       |

## Palmarès

### Club

#### Competizioni nazionali
- Scottish First Division: 1

St. Johnstone: 2008-2009
- Scottish Third Division: 1

Alloa Athletic: 2011-2012
- Coppa di Scozia: 2

St. Johnstone: 2013-2014, 2020-2021
- Coppa di Lega scozzese: 1

St. Johnstone: 2020-2021
- Scottish Challenge Cup: 1

Livingston: 2024-2025

### Individuale
- Capocannoniere della Scottish First Division: 1

2012-2013 (25 gol)